# Liste der Gouverneure von Toyama
Diese Liste verzeichnet alle Präfekturgouverneure von Toyama (jap. 富山県知事 Toyama-ken-chiji, bis 1886 富山県令 Toyama-kenrei) in Japan seit 1883, als Toyama endgültig von Ishikawa unabhängig wurde. Wie in allen Präfekturen wird der Gouverneur seit 1947 vom Volk gewählt.
Für die Gouverneure der kurzlebigen ersten Präfektur Toyama und ihres Nachfolgers 1871–76, siehe Toyama (Han) und Präfektur Niikawa, für das vergrößerte Ishikawa 1876–1883 die Liste der Gouverneure von Ishikawa.
| #  | Bild                                                         | Gouverneur (Lesung/Schreibung) | Gouverneur (Lesung/Schreibung) | Amtsantritt, Wahldatum                                                 |
| -- | ------------------------------------------------------------ | ------------------------------ | ------------------------------ | ---------------------------------------------------------------------- |
| 1  |                                                              | Kunishige Masabumi             | 国重 正文                      | 9. Mai 1883                                                            |
| 2  |                                                              | Fujishima Masatake             | 藤島 正健                      | 29. Okt. 1888                                                          |
| 3  |                                                              | Moriyama Shigeru               | 森山 茂                        | 25. Juli 1890                                                          |
| 4  |                                                              | Tokuhisa Tsunenori             | 徳久 恒範                      | 20. Aug. 1892                                                          |
| 5  |                                                              | Andō Kensuke                   | 安藤 謙介                      | 11. Apr. 1896                                                          |
| 6  |                                                              | Ishida Kannosuke               | 石田 貫之助                    | 7. Apr. 1897                                                           |
| 7  |                                                              | Abe Hiroshi                    | 阿部 浩                        | 5. Feb. 1898                                                           |
| 8  |                                                              | Kanao Ryōgon                   | 金尾 稜厳                      | 3. Aug. 1898                                                           |
| 9  |                                                              | Higaki Naosuke                 | 檜垣 直右                      | 19. Jan. 1900                                                          |
| 10 |                                                              | Ogura Hisashi                  | 小倉 久                        | 8. Feb. 1902                                                           |
| 11 |                                                              | Rinoie Takasuke                | 李家 隆介                      | 30. Dez. 1902                                                          |
| 12 |                                                              | Kawakami Chikaharu             | 川上 親晴                      | 14. Dez. 1905                                                          |
| 13 |                                                              | Usami Katsuo                   | 宇佐美 勝夫                    | 28. März 1908                                                          |
| 14 |                                                              | Hamada Tsunenosuke             | 浜田 恒之助                    | 14. Juni 1910                                                          |
| 15 |                                                              | Kimase Sakuzō                  | 木間瀬 策三                    | 12. Aug. 1915                                                          |
| 16 |                                                              | Inoue Kōsai                    | 井上 孝哉                      | 29. Jan. 1917                                                          |
| 17 |                                                              | Higashizono Mitomitsu          | 東園 基光                      | 18. Apr. 1919                                                          |
| 18 |                                                              | Shinoda Tokinao                | 信太 時尚                      | 24. Dez. 1921                                                          |
| 19 |                                                              | Itō Kihachirō                  | 伊東 喜八郎                    | 26. Sep. 1922                                                          |
| 20 |                                                              | Oka Masao                      | 岡 正雄                        | 23. Juli 1924                                                          |
| 21 |                                                              | Shirakami Yūkichi              | 白上 佑吉                      | 28. Sep. 1926                                                          |
| 22 |                                                              | Shirane Takesuke               | 白根 竹介                      | 17. Mai 1927                                                           |
| 23 |                                                              | Yamanaka Tsunezō               | 山中 恒三                      | 6. Feb. 1929                                                           |
| 24 |                                                              | Suzuki Keiichi                 | 鈴木 敬一                      | 15. Apr. 1931                                                          |
| 25 |                                                              | Saitō Itsuki                   | 斉藤 樹                        | 28. Juni 1932                                                          |
| 26 |                                                              | Toki Ginjirō                   | 土岐 銀次郎                    | 25. Mai 1935                                                           |
| 27 |                                                              | Yano Kenzō                     | 矢野 兼三                      | 18. Apr. 1938                                                          |
| 28 |                                                              | Machimura Kingo                | 町村 金五                      | 7. Jan. 1941                                                           |
| 29 |                                                              | Saka Nobuyoshi                 | 坂 信弥                        | 23. Apr. 1943                                                          |
| 30 |                                                              | Nishimura Shōichi              | 西村 彰一                      | 25. Feb. 1944                                                          |
| 31 |                                                              | Okamoto Shigeru                | 岡本 茂                        | 25. Juli 1944                                                          |
| 32 |                                                              | Yoshitake Eichi                | 吉武 恵市                      | 27. Okt. 1945                                                          |
| 33 |                                                              | Tanaka Keiichi                 | 田中 啓一                      | 25. Jan. 1946                                                          |
| 34 |                                                              | Ishimaru Keiji                 | 石丸 敬次                      | 9. Juli 1946                                                           |
| 35 |                                                              | Hane Seiichi                   | 羽根 盛一                      | 28. Feb. 1947                                                          |
| 36 |                                                              | Tachi Tetsuji                  | 館 哲二                        | 19. Apr. 1947 (Wahl 5. April)                                          |
| 37 |                                                              | Takatsuji Takekuni             | 高辻 武邦                      | 23. Nov. 1948 (Wahl 20. November)                                      |
| 37 | 1952 (Wahl 1. Oktober, gleichzeitig Abgeordnetenhauswahlen)  | Takatsuji Takekuni             | 高辻 武邦                      |                                                                        |
| 38 |                                                              | Yoshida Minoru                 | 吉田 実                        | 1. Okt. 1956 (Wahl 25. September)                                      |
| 38 | 1960 (Wahl 11. September)                                    | Yoshida Minoru                 | 吉田 実                        |                                                                        |
| 38 | 1964 (Wahl 15. September)                                    | Yoshida Minoru                 | 吉田 実                        |                                                                        |
| 38 | 1968 (Wahl 26. September)                                    | Yoshida Minoru                 | 吉田 実                        |                                                                        |
| 39 |                                                              | Nakada Kōkichi                 | 中田 幸吉                      | 30. Dez. 1969 (Wahl 27. Dezember, gleichzeitig Abgeordnetenhauswahlen) |
| 39 | 1973 (Wahl 2. Dezember)                                      | Nakada Kōkichi                 | 中田 幸吉                      |                                                                        |
| 39 | 1977 (Wahl 27. November)                                     | Nakada Kōkichi                 | 中田 幸吉                      |                                                                        |
| 40 |                                                              | Nakaoki Yutaka                 | 中沖 豊                        | 11. Nov. 1980 (Wahl 9. November)                                       |
| 40 | 1984 (Wahl 28. Oktober)                                      | Nakaoki Yutaka                 | 中沖 豊                        |                                                                        |
| 40 | 1988 (Wahl 23. Oktober)                                      | Nakaoki Yutaka                 | 中沖 豊                        |                                                                        |
| 40 | 1992 (Wahl 25. Oktober)                                      | Nakaoki Yutaka                 | 中沖 豊                        |                                                                        |
| 40 | 1996 (Wahl 20. Oktober, gleichzeitig Abgeordnetenhauswahlen) | Nakaoki Yutaka                 | 中沖 豊                        |                                                                        |
| 40 | 2000 (Wahl 9. Oktober)                                       | Nakaoki Yutaka                 | 中沖 豊                        |                                                                        |
| 41 |                                                              | Ishii Takakazu                 | 石井 隆一                      | 9. Nov. 2004 (Wahl 17. Oktober)                                        |
| 41 | 2008 (Wahl 19. Oktober)                                      | Ishii Takakazu                 | 石井 隆一                      |                                                                        |
| 41 | 2012 (Wahl 28. Oktober)                                      | Ishii Takakazu                 | 石井 隆一                      |                                                                        |
| 41 | 2016 (Wahl 23. Oktober)                                      | Ishii Takakazu                 | 石井 隆一                      |                                                                        |
| 42 |                                                              | Nitta Hachirō                  | 新田 八朗                      | 9. Nov. 2020 (Wahl 25. Oktober)                                        |
| 42 | 2024 (Wahl 27. Oktober)                                      | Nitta Hachirō                  | 新田 八朗                      |                                                                        |